# Джеймс Еванс (лінгвіст)
Джеймс Еванс (англ. James Evans, одж. ᒉᐃᒻᔅ ᐁᕙᓐᔅ, 18 січня 1801 — 23 листопада 1846) — англо-канадський місіонер (уесліанський методист) і лінгвіст-любитель. Він відомий тим, що створив оригінальну складову писемність для народів оджибве та крі, яка пізніше була адаптована до інших аборигенних мов Канади, таких, як інуктитут.

## Біографія
Еванс народився в Кінгстон-апон-Халлі в Англії, але в 1822 році разом з батьками емігрував до Нижньої Канади, де працював учителем. Пізніше він переїхав на узбережжя озера Райс, де продовжив свою викладацьку роботу.

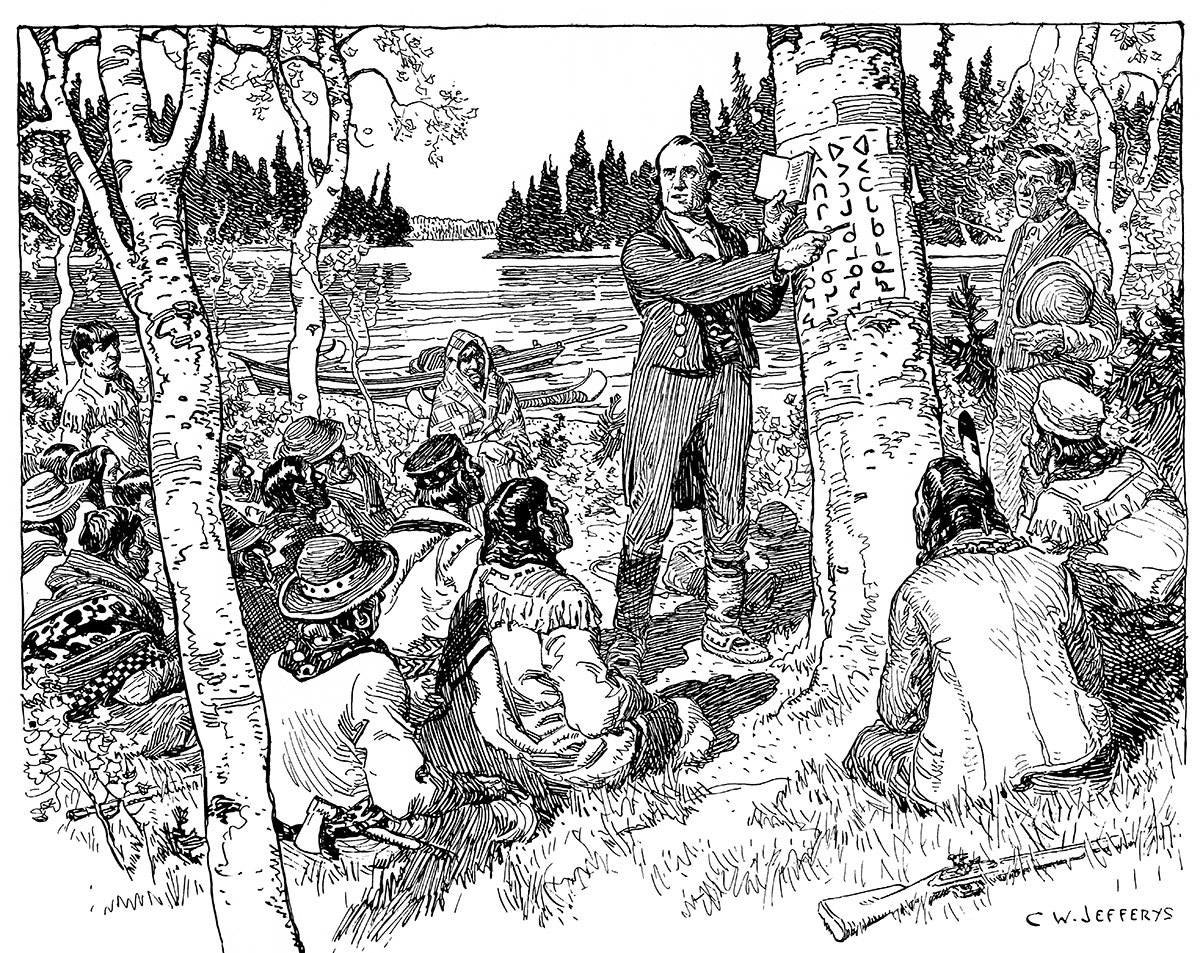
Еванс навчає корінних жителів Канади своїй системі письма

У 1833 році він був висвячений у сан Весліанського методистського священика, а в 1840 році йому було надано владу над місцевим округом у містечку Норуей-Хаус в Манітобі.
Протягом цього часу Еванс працював над розробкою писемності для народів оджибве та крі. Еванс вивчив мову оджибве під час своєї місіонерської праці у Верхній Канаді.
Спочатку він хотів створити писемність на основі латинської абетки, але потім дійшов висновку, що через інші фонетичні принципи мови краще буде розробити писемність іншого типу. Пізніше, трохи змінивши писемність оджибве, він пристосував її до спорідненої мови крі. Складова система письма була частково натхненна стенографією Пітмена. Вона була легкою для вивчення і призвела до майже загальної грамотності серед канадських оджибве та крі протягом кількох років.
Інша місіонерська робота Еванса була позначена негараздами. Еванс кілька разів мав конфлікти з Компанією Гудзонової затоки, в основному через їхнє поводження з корінним населенням. У 1844 році Еванс випадково застрелив свого друга і колегу по роботі Томаса Гассала. Його звинуватили в сексуальному розбещенні місцевих дівчат, якими він опікувався. На суді було доведено, що це був підступ церкви, щоб дискредитувати та ув'язнити Еванса через його непохитну відданість допомозі корінним жителям Канади.  Хоча його виправдали, його відправили до Лондона, де йому знову довелося захищати себе.
Стрес вплинув на його здоров'я, і він помер від серцевого нападу в 1846 році. Пізніше його донька Кларисса Юджинія вийшла заміж за трапера та дослідника HBC Джона Макліна, який став активним членом методистської громади міста Гвельф.
Могила Джеймса Еванса була в Англії, але його останки були кремовані та відправлені до м. Норуей-Хаус, Манітоба.